# ناسور مريطائي
ناسور مُريطائي (بالإنجليزية: Urachal fistula)‏ هوَ اضطراب خلقي يَحدث بسبب استمرار وجود سقاء الجنين (هو الجزء الذي يربط مثانة الجنين مع الكيس المُحي)، في الحالة الطبيعية يتحول السقاء إلى السرر المثاني والذي يُغلق بعد فترة ليتحول إلى الرباط السري الناصف. في حالة الناسور المُريطائي يبقى السُرر المثاني مفتوح وبالتالي يتسرب البول من المثانة إلى الخارج عبر السرة.